# Liste der Stolpersteine in Möser
Die Liste der Stolpersteine in Möser enthält alle Stolpersteine, die im Rahmen des gleichnamigen Kunst-Projekts von Gunter Demnig in Möser verlegt wurden. Mit ihnen soll Opfern des Nationalsozialismus gedacht werden, die in Möser lebten und wirkten. Bei der bislang einzigen Verlegeaktion wurden am 14. Mai 2016 zwei Steine an einer Adresse verlegt.

## Liste der Stolpersteine
| Adresse            | Datum der Verlegung | Person | Inschrift | Bild                                                       | Bild des Hauses |
| ------------------ | ------------------- | --- | --- | ---------------------------------------------------------- | --------------- |
| Kastanienallee 6 · | 14. Mai 2016        | Wilhelmine Rosa Hahlo geb. Goldschmidt (1871–1945) Wilhelmine Hahlo stammte aus Baden (Niederösterreich) und wohnte später in Möser und danach in Berlin-Wilmersdorf. Gemeinsam mit ihrem Mann William begründete sie 1915 die Gartenstadt Möser AG. 1935 emigrierten beide nach Österreich. Am 30. März 1943 wurde Wilhelmine Hahlo von Wien aus ins Ghetto Theresienstadt deportiert, wo sie am 11. März 1945 den Tod fand.                                                           | Hier wohnte WILHELMINE ROSA HAHLO geb. Goldschmidt Jg. 1871 Flucht 1935 Österreich deportiert 1943 Theresienstadt ermordet 11.3.1945 | Stolperstein für Wilhelmine Rosa Hahlo (Kastanienalle 6)   |                 |
| Kastanienallee 6 · | 14. Mai 2016        | William Friedrich Hahlo (1867–1944) William Friedrich Hahlo stammte aus Kassel und wohnte später in Möser und danach in Berlin-Wilmersdorf. Gemeinsam mit seiner Frau Wilhelmine begründete er 1915 die Gartenstadt Möser AG. 1935 emigrierten beide nach Österreich. Vom 23. September bis zum 17. Oktober 1942 saß William Hahlo im Magdeburger Gefängnis in Haft. Am 30. März 1943 wurde er von Wien aus ins Ghetto Theresienstadt deportiert, wo er am 26. April 1944 den Tod fand. | Hier wohnte WILLIAM F. HAHLO Jg. 1867 Flucht 1935 Österreich deportiert 1943 Theresienstadt ermordet 26.4.1944                       | Stolperstein für William Friedrich Hahlo (Kastanienalle 6) |                 |